# بورجا ساینز
بورخا ساینز (اسپانیایی: Borja Sáinz‎؛ زادهٔ ۲۱ فوریهٔ ۲۰۰۱) بازیکن فوتبال اهل اسپانیا است که در پست وینگر چپ برای باشگاه پورتو در لیگ برتر پرتغال بازی می‌کند.
از باشگاه‌هایی که در آن بازی کرده‌است می‌توان به باشگاه فوتبال اتلتیک بیلبائو، نوریچ سیتی و پورتو اشاره کرد.
وی همچنین در تیم ملی فوتبال زیر ۱۹ سال اسپانیا بازی کرده‌است.